# José Rafael Pascual Vilaplana

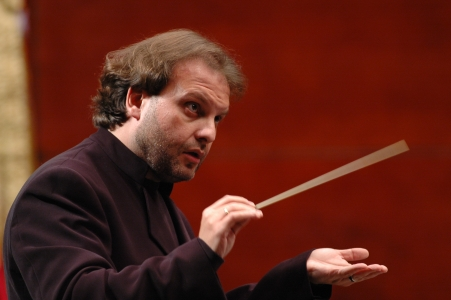
José Rafael Pascual Vilaplana

José Rafael Pascual Vilaplana (ook: Pascual-Vilaplana) (Muro de Alcoy, Alicante, 1971) is een hedendaags Spaans componist, muziekpedagoog en dirigent.

## Levensloop
Pascual Vilaplana kreeg zijn eerste muziekles voor tuba en piano in de muziekschool van de Banda de Música Unión Musical de Muro bij Salvador Martínez en Maria Angeles Palacios. Later studeerde hij aan het Conservatorio Municipal de Música de Alcoi en aan het Conservatorio Superior de Música "Joaquin Rodrigo" te Valencia. In 1988 studeerde hij via verschillende cursussen HaFa-directie bij Jan Cober, eerst in Spanje en later ook in Nederland. Ook bij Eugene Corporon van de University of North Texas in Denton in de Verenigde Staten heeft hij gestudeerd. Aan het Wiener Musikseminar te Wenen, Oostenrijk, leerde hij ook de leiding van een symfonieorkest bij Karl Österreicher en Yuji Yuhasa. In 1994 was hij assistent voor HaFa-directie van James Croft tijdens het "47th. Mid West Band and Orchestra Clinic". In 1995 behaalde hij het diploma voor orkestdirectie bij de "Wiener Meisterkurse für Musik" en de Wiener Musikhochschule bij Hans Graf. Samen met andere Spaanse dirigenten, zoals José Collado, Gerardo Pérez Busquier of Norman Milanés organiseerde hij cursussen voor HaFa-directie in Spanje. Hij deed ook cursussen voor muziekpedagogiek bij de professoren Diego Ramón Lluch, Ana Lucía Frega en Maravillas Díaz aan de Escola Comarcal de Música de la Vall d'Albaida.
Hij was en is tegenwoordig dirigent van verschillende banda's in de provincies Alicante en Valencia, onder andere Banda de Música La Unión Musical La Primitiva de Castell de Castells, Alicante, Banda de Música de la Unión Musical de Muro, Banda de Música de la Sociedad Unión Musical de Yátova, Valencia. Hij is gastdirigent bij de Banda Nacional de Cuba, Havana, de Banda Municipal de Matanzas, Cuba, het Harmonieorkest van het Brabants Conservatorium, Tilburg, het Harmonieorkest van het Conservatorium, Maastricht, de Banda Municipal de Buenos Aires, Argentinië, de Banda de la Facultad de Filosofía y Letras de la Universidad de Buenos Aires, van de Marinierskapel der Koninklijke Marine, te Rotterdam, het Symfonisch orkest van Boekarest, Roemenië en vele anderen.
Hij is een veel gevragd jurylid op nationale en internationale wedstrijden. Sinds 1995 is hij professor voor HaFa-directie aan de Escola Comarcal de Música de la Vall d'Albaida en hij deed cursussen voor HaFa-directie aan verschillende Spaanse conservatoria.
Als componist schrijft hij vooral werken voor banda (harmonieorkest) en kreeg vele nationale en internationale prijzen en onderscheidingen voor zijn werken. 

## Composities

### Werken voor banda (harmonieorkest)

#### Symfonische werken
- 1996 Thálatta, Suite de Ballet in vier bewegingen voor banda (harmonieorkest) dolçaines 
  1. Thálatta
  2. Hydros
  3. Mare
  4. De la mar)
- 2001 Música per l'Enyor, voor sopraan, bariton, banda (harmonieorkest) en dolçaines - tekst: Joan T. Jordà i Sanchis

#### Paso-dobles
- 1991 Sara, (opgedragen aan: Sara Pascual Bosch)
- 1992 A Castells
- 1993 El ti Salvador, (opgedragen aan: Salvador Martínez Richart)[1]
- 1994 De la Plaça a l'Ermita
- 1997 Jordi
- 1998 Maido
- 2000 J.A.I.M.
- 2001 Saoret de Xufa
- 2002 Machaco
- 2004 Encuentros
- 2006 Al abed Alkasar
- 2007 Yakka

#### Marchas moras
- 1988 Xavier el Coixo
- 1990 Als Xaparros, voor banda (harmonieorkest) en dolçaines
- 1992 Rafel Casaca
- 1995 Llaners, voor banda (harmonieorkest) en dolçaines
- 1996 Cavall de foc, voor banda (harmonieorkest) en dolçaines
- 1996 Fanfàrria per a la Favorita
- 1998 Tonico, voor banda (harmonieorkest) en dolçaines
- 1999 Xubuch, voor banda (harmonieorkest) en dolçaines
- 1999 Tudmir, voor banda (harmonieorkest) en dolçaines
- 1999 Als Feixucs, voor banda (harmonieorkest) en dolçaines
- 1999 Raspeig, voor banda (harmonieorkest) en dolçaines
- 2000 Piqueras, el realista, voor banda (harmonieorkest) en dolçaines
- 2002 Al'Amir en'Edú, voor banda (harmonieorkest) en dolçaines
- 2003 Exabeam, voor banda (harmonieorkest) en dolçaines
- 2010 Atram, A Marta de Torre Llinares, Capitana de los Moros del Riff de Villajoyosa[2]

#### Marchas cristianas
- 1989 L'Altet dels Canons, voor banda (harmonieorkest) en dolçaines
- 1998 Archaeus, voor banda (harmonieorkest) en dolçaines
- 2000 Jéssica, voor banda (harmonieorkest) en dolçaines
- 2001 La néta del Manyà, voor banda (harmonieorkest) en dolçaines
- 2002 Iacobus, voor banda (harmonieorkest) en dolçaines
- 2003 Xabea, voor banda (harmonieorkest) en dolçaines
- 2003 Creu d'Arsuf, voor banda (harmonieorkest) en dolçaines
- 2003 Crusllan, voor banda (harmonieorkest) en dolçaines
- 2004 Valls d'en Sarrià
- 2005 Jizán, voor banda (harmonieorkest) en dolçaines

### Muziektheater

#### Balletten
- 1996 La Pedra Filosofal, ballet voor hoornkwartet, dolçaines, contrabas en slagwerk

#### Musical
- 2006 Balansiyyà, musical - libretto: Gonzalo Iranzo

### Vocale muziek
- 1995 Bekirent Fanfàrria, voor sopraan, koperblazers, dolçaines en slagwerk
- 1996 Valencia, luz del Mediterraneo, suite voor sopraan, koperblazers, dolçaines en slagwerk

### Werken voor dolçaina
- 1993 Herbero de Mariola, voor dolçaines en slagwerk
- 1995 Moros de l'Alqueria, marcha mora voor dolçaines en slagwerk
- 1995 Alimara, muziek voor het theater voor dolçaines en slagwerk
- 1995 Alicanya, muziek voor het theater voor dolçaines en slagwerk
- 1996 D'Inestables, paso-doble voor dolçaines
- 1996 Passacarrer de la Mumerota, voor dolçaines en slagwerk
- 2003 Germanies, suite voor dolçaines en slagwerk
- 2003 Alqaria, marcha mora voor dolçaines en slagwerk

### Kamermuziek
- 2003 Les noces del Manyà, preludes voor twee dolçaines en piano
- 2003 Germanies, suite voor trompet, flugelhoorn (bugel), hoorn en bastrombone
- 2006 Díptic del Tirant, voor spreker, bastrombone solo en drie trombones
- Memòries d'un temps, voor trombonekwartet

## Publicaties
- José Rafael Pascual Vilaplana: Las bandas de música - de la tradición a lo contemporáneo in:  Eufonía: Didáctica de la música, ISSN 1135-6308, Nº 18, 2000. pags. 21-30

## Media
1. ↑  El ti Salvador door Banda Sinfónica del Círculo Católico de Torrent (Valencia) o.l.v. Vicente Cogollos Llinares. Gearchiveerd op 29 augustus 2023.
2. ↑  Atram A Marta de Torre Llinares, Capitana dels Moros del Riff de La Vila Joiosa, 2010

- Biblioteca Nacional de España: XX1062236
- Gemeinsame Normdatei: 1023584913
- International Standard Name Identifier: 0000 0000 6037 6879
- Library of Congress Control Number: no2013007274
- MusicBrainz: 1994e0d7-ec13-4953-a482-b9af263ec9ed
- Virtual International Authority File: 86673786
- WorldCat: E39PBJvxwHgCHQfDy8thRd4g8C